# Verdienstkreuz für Kriegshilfe

Verdienstkreuz für Kriegshilfe Vorderseite

Verdienstkreuz für Kriegshilfe Rückseite

Das Verdienstkreuz für Kriegshilfe wurde am 5. Dezember 1916 von Kaiser Wilhelm II. gestiftet. Es konnte an alle Männer und Frauen verliehen werden, die sich im vaterländischen Hilfsdienst besonders ausgezeichnet hatten.

## Machart und Trageweise
Das Ordenszeichen ist ein achtspitziges Kreuz aus grauem Feinzink und zeigt im Medaillon die Inschrift FÜR KRIEGS-HILFSDIENST und darunter zwei gekreuzte Eichenlaubzweige, rückseitig die von einer Krone überragten Initiale W R (Wilhelm Rex).
Getragen wurde die Auszeichnung an einem weißen, sechsfach schwarz gestreiften, rotgeränderten Band auf der linken Brust.